# Музей азиатского искусства (Сиэтл)
Музей азиатского искусства (англ. Seattle Asian Art Museum; сокр. (SAAM)) — культурное учреждение США в Сиэтле, штат Вашингтон. Входит в состав Художественного музея Сиэтла и находится в городском парке Volunteer Park на капитолийском холме.
Музей создан в 1994 году из фондов художественного музея Сиэтла, существующего с 1933 года. Его здание является исторической достопримечательностью Сиэтла. Построено в стиле Art modern по проекту архитектора Карла Гоулда (англ. Carl Frelinghuysen Gould) из компании Bebb and Gould.
Музей работает со среды по воскресенье с 10:00 до 17:00. Стоимость билета для взрослых составляет 7 долларов, для студентов — 5 долларов. В первый четверг и первую субботу месяца вход бесплатный для всех посетителей.